# Онкоэндокринология
Онкоэндокринология — область медицины, возникшая и развивающаяся на стыке онкологии, эндокринологии, андрологии, гинекологии и гастроэнтерологии и изучающая доброкачественные и злокачественные новообразования желёз внутренней секреции (гипофиза, эпифиза, щитовидной железы и паращитовидных желёз, надпочечников, поджелудочной железы, яичек, яичников), их этиологию и патогенез, методы их профилактики, диагностики и лечения (хирургического, лучевого, химиотерапевтического и гормонального). 
Также онкоэндокринология изучает возможности применения эндокринологических методов (а именно гормонотерапии) в терапии гормоночувствительных и гормонозависимых опухолей различной локализации.
К области ведения онкоэндокринологии относятся опухоли гипофиза и эпифиза (совместно с нейроонкологами), злокачественные новообразования яичка (совместно с онкоандрологами и онкоурологами), рак яичника (совместно с онкогинекологами), рак поджелудочной железы (совместно с онкогепатологами и онкогастроэнтерологами), рак щитовидной железы, опухоли надпочечников, в том числе адренокортикальный рак.
К области ведения онкоэндокринологии относится также применение эндокринологических методов (а именно гормональной терапии) при гормонозависимых и гормоночувствительных опухолях, к которым относятся, в частности, рак предстательной железы, рак молочной железы, карцинома эндометрия.